# Ardenas (departamento)
Ardenas (em francês:  Ardennes) é um departamento da França localizado na região do Grande Leste. Sua capital é a cidade de Charleville-Mézières. Tem o nome da região das Ardenas.

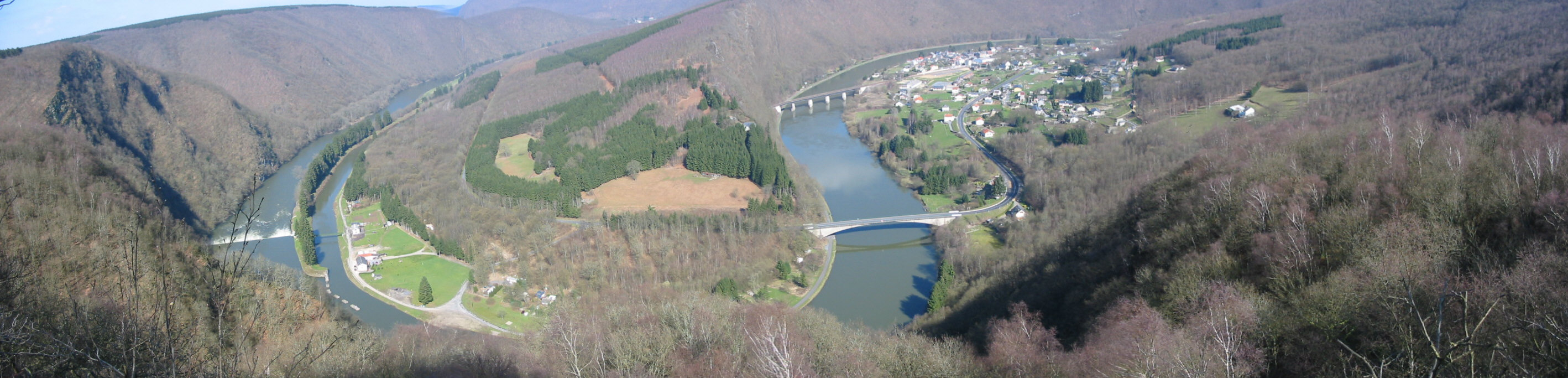
Rio Mosa, nas Ardenas